# Królowa Śniegu (film 2012)
Królowa Śniegu (ros. Снежная королева, Snieżnaja korolewa) – rosyjski film animowany z 2012 roku wyreżyserowany przez Władlena Barbego i Maksyma Swiesznikowa. Wyprodukowany przez rosyjskie studio Wizart Animation. Film powstał na podstawie powieści Hansa Christiana Andersena pod tym samym tytułem.
Premiera filmu w Rosji miała miejsce 31 grudnia 2012 roku. W Polsce premiera filmu odbyła się 26 grudnia 2013 roku.

## Opis fabuły
Zła Królowa Śniegu sprowadza na Ziemię wieczną zimę. Chce zmrozić serca wszystkich ludzi, by na zawsze zapomnieli, czym są miłość, przyjaźń, dobro i sztuka. Pewnego dnia władczyni widzi w magicznym lustrze, że dzieci słynnego mistrza wyrobów ze szkła – Gerda i Kaj – mogą pokrzyżować jej plany. Słudzy Królowej porywają więc chłopca do lodowego pałacu. Na pomoc braciszkowi wyrusza do śmiertelnie niebezpiecznej mroźnej krainy mała Gerda z przyjaciółmi.

## Obsada (głosy)
- Iwan Ochłobystin – Troll Orm
- Dmitrij Nagijew – wychowawca
- Jurij Stojanow – Król
- Anna Ardowa – Atamansha
- Anna Szuroczkina[2] – Gerda
- Ramilia Iskander – Kaj
- Jelizawieta Arzamasowa – córka Atamanshy[3]
- Ludmiła Artemiewa – dziewczyna - kwiat

### Wersja polska
- Troll — Arkadiusz Jakubik
- Królowa — Ewa Serwa
- Gerda — Aleksandra Kowalicka
- Kaj — Beniamin Lewandowski
- Piratka — Anna Apostolakis
- Córka piratki — Małgorzata Socha
- Kobieta z ogrodu — Antonina Girycz
- Szamanka — Jolanta Wołłejko
- Zarządca przytułku — Paweł Galia
- Pani van Berry — Elżbieta Kijowska
- Król — Cezary Morawski
- Księżniczka — Marta Dobecka
- Książę — Maciej Rock
- Irma — Sara Lewandowska